# Reino de la Sonda
El Reino de Sunda o Reino de la Sonda fue, de acuerdo con los registros históricos del siglo XVI, un reino que abarcaba la actual provincia de Banten, Yakarta, la provincia de Java Occidental y el oeste de Java Central aproximadamente durante los años trascurridos entre 669 y 1579. Según el manuscrito Bujangga Manik (los registros de viajes del Príncipe Bujangga Manik, un monje hindú sondanés que visitó todos los lugares sagrados hindúes, en las islas de Java y Bali, a inicios del siglo XVI), que se guarda en Boedlian Biblioteca de la Universidad de Oxford de Inglaterra desde 1627, la frontera del Reino de Sunda en el este era el río Cipamali (hoy Brebes Kali) y el río Ciserayu (hoy Kali Serayu) en la provincia de Java Central. 
Tomé Pires (1513) en su diario de viaje, "Summa Oriental (1513 - 1515)", mencionó el área de reino de la Sonda en la forma siguiente: 
«El Reino de Sunda tomaba hasta la mitad de la totalidad de la isla de Java, y otros, a quien se atribuye más autoridad, dicen que el reino de Sunda debe ser una tercera parte de la isla y más de ocho. Se termina en el río chi Manuk. Dicen que desde los primeros tiempos, Dios divide la isla de Java de Sunda por el mencionado río, que tiene árboles de un extremo y otro.»
Sobre la base de manuscrito de Wangsakerta, el Reino de Sunda abarca también zonas de la actual provincia de Lampung. El estrecho de la Sonda separa Lampung de otra parte del reino.

## Reino de Sunda y Europa
Reino de Sunda ha mantenido estrechos vínculos con Europa. En 1522, los portugueses habían llegado a un acuerdo político y económico con el reino de Sunda. A cambio de la asistencia militar contra la amenaza creciente del Islam, Prabu Surawisesa, rey de la Sonda en el momento, les dio libre acceso al comercio de pimienta. Algunos portugueses que estaban al servicio del soberano, hicieron sus hogares en el puerto Sunda Kalapa. Este tratado es conocido como tratado de paz luso-sondanés.